# Ejin
Ejin (en mongol: Эзнээ, romanizado: Ejnee ; en chino, 额济纳; pinyin, Éjǐnà) es una bandera bajo la administración directa de la Liga Alxa en la Región autónoma de Mongolia Interior  , República Popular China.  Su área es de 96 km² y su población total para 2010 superó los 32 mil habitantes.

## Administración
Desde julio de 2020, la bandera Ejin se divide en 11 pueblos que se administran en 2 subdistritos,   3 poblados y 6 sumus. 